# Ácido hidroxicinámico
Los ácidos hidroxicinámicos son un grupo de compuestos presentes en la pared celular vegetal, cuyos principales representantes son el ácido ferúlico, p-cumárico, cafeico y sinápico, de los cuales el ácido ferúlico y p-cumárico son los de mayor abundancia en la naturaleza. Están formados básicamente por un anillo aromático, un grupo alifático y un ácido carboxílico en el extremo. Son denominados hidroxicinámicos por la sustitución del grupo -OH (hidroxilo) en el anillo aromático.
Por lo general este tipo de compuestos se encuentran esterificados en la pared celular vegetal, por lo tanto, poseen una baja solubilidad. Otra forma en la que se encuentran presentes es como ácido clorogénico (ácido cafeico, preferentemente), son solubles y se presentan en altas concentraciones en bebidas como el café y el jugo de manzana. Estas sustancias son benéficas para el organismo.
Existe un grupo de enzimas secretadas por bacterias y hongos capaces de hidrolizar el enlace ester de los polisacáridos o del ácido clorogénico. Este grupo de enzimas se denomina cinamoil esterasas, cuyos principales representantes son la feruloil esterasa y la ácido clorogénico hidrolasa

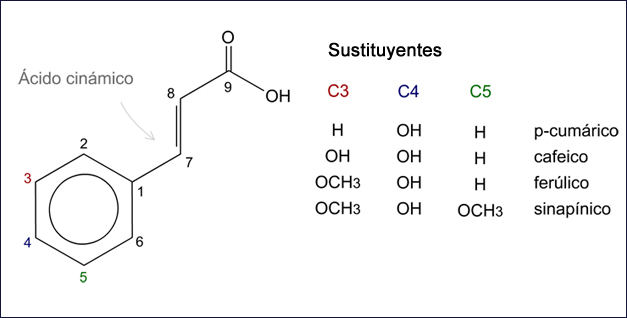
Fig.1: Ácidos hidroxicinámicos de mayor recurrencia en la naturaleza

## Aplicaciones
- En general los ácidos hidroxicinámicos son agentes antioxidantes; se ha descrito su rol en la prevención del cáncer de estomágo.[2]

- Por otro lado, se han realizado intentos de introducir por ingeniería genética genes que codifiquen cinamoil esterasas en cepas de bacterias que forman parte de la flora intestinal para su utilización como probiótico, para aumentar la cantidad de antioxidantes en el plasma sanguíneo por la acción de estas bacterias.